# Dínó kaland
A Dínó kaland (eredeti cím: Dino Time) 2012-ben bemutatott dél-koreai számítógépes animációs fantasy-kalandfilm, melyet a CJ Entertainment készített és a Clarius Entertainment forgalmazott. A film 2012. november 30-án debütált Dél-Koreában, Magyarországon 2012. május 14-én mutatták be az ADS Service forgalmazásában.
Az angol szinkron 2015. június 2-án jelent meg Melanie Griffith, Jane Lynch, William Baldwin, Stephen Baldwin és Rob Schneider közreműködésével.

## Szereplők
| Szereplő                  | Eredeti hang     | Magyar hang       |
| ------------------------- | ---------------- | ----------------- |
| Ernie Fitzpatrick         | Pamela Adlon     | Straub Martin     |
| Julia "Jules" Fitzpatrick | Tara Strong      | Szűcs Anna Viola  |
| Sue Fitzpatrick           | Jane Lynch       | Pokorny Lia       |
| Max Santiago              | Yuri Lowenthal   | Pál Dániel Máté   |
| Tyra                      | Melanie Griffith | Orosz Anna        |
| Surly                     | Stephen Baldwin  | Viczián Ottó      |
| Sarco                     | William Baldwin  | Varga Gábor       |
| Dodger                    | Rob Schneider    | Bolba Tamás       |
| Horace                    | John DiMaggio    | Háda János        |
| Morris, őr                | Nolan North      | Karácsonyi Zoltán |
| Borace                    | Tom Kenny        | Bozsó Péter       |

## Megjelenés
A filmet 2012-ben mutatták be Dél-Koreában, Lengyelországban, Izraelben, Törökországban és az Egyesült Államokban, 2013-ban Oroszországban, Dél-Afrikában, Észtországban, Kuvaitban, Bahreinben, Litvániában, Olaszországban, Új-Zélandon és Mexikóban, 2014-ben pedig Peruban, Németországban, Chilében és Argentínában. A film korlátozott mozi megjelenését 2012. december 7-én mutatták volna be az Egyesült Államokban, de az utolsó pillanatban visszavonták. Az előzetes 2012. október 30-án jelent meg, a Hotel Transylvania – Ahol a szörnyek lazulnak vetítésével egyidejűleg. A filmet az MPAA PG-nek minősítette a "némileg ijesztő cselekményekért és az enyhén durva humorért". 2013. augusztus 3-án jelent meg Ausztráliában.

## Médiakiadás
A filmet 2015. június 2-án adták ki DVD-n, Blu-ray-n és Blu-ray 3D-n az Amerikai Egyesült Államokban.